# Kroyeria minuta
Kroyeria minuta is een eenoogkreeftjessoort uit de familie van de Kroyeriidae. De wetenschappelijke naam van de soort is voor het eerst geldig gepubliceerd in 1968 door Pillai.